# Buding
Buding (fràncic lorenès Bëddéngen) és un municipi francès situat al departament del Mosel·la i a la regió del Gran Est. L'any 2007 tenia 494 habitants.

## Demografia

### Població
El 2007 la població de fet de Buding era de 494 persones. Hi havia 168 famílies, de les quals 28 eren unipersonals (12 homes vivint sols i 16 dones vivint soles), 36 parelles sense fills, 84 parelles amb fills i 20 famílies monoparentals amb fills.
La població ha evolucionat segons el següent gràfic:
Habitants censats

### Habitatges
El 2007 hi havia 180 habitatges, 168 eren l'habitatge principal de la família, 1 era una segona residència i 11 estaven desocupats. 161 eren cases i 18 eren apartaments. Dels 168 habitatges principals, 148 estaven ocupats pels seus propietaris, 17 estaven llogats i ocupats pels llogaters i 3 estaven cedits a títol gratuït; 2 tenien una cambra, 5 en tenien dues, 21 en tenien tres, 42 en tenien quatre i 97 en tenien cinc o més. 126 habitatges disposaven pel capbaix d'una plaça de pàrquing. A 62 habitatges hi havia un automòbil i a 92 n'hi havia dos o més.

### Piràmide de població
La piràmide de població per edats i sexe el 2009 era:
| Homes | Edats   | Dones |
| ----- | ------- | ----- |
| 0     | 95 o +  | 0     |
| 0     | 90 a 94 | 2     |
| 0     | 85 a 89 | 3     |
| 1     | 80 a 84 | 2     |
| 4     | 75 a 79 | 6     |
| 6     | 70 a 74 | 8     |
| 5     | 65 a 69 | 11    |
| 11    | 60 a 64 | 6     |
| 16    | 55 a 59 | 12    |
| 19    | 50 a 54 | 13    |
| 21    | 45 a 49 | 23    |
| 18    | 40 a 44 | 19    |
| 20    | 35 a 39 | 18    |
| 15    | 30 a 34 | 17    |
| 8     | 25 a 29 | 11    |
| 22    | 20 a 24 | 15    |
| 30    | 15 a 19 | 20    |
| 20    | 10 a 14 | 13    |
| 21    | 5 a 9   | 16    |
| 10    | 0 a 4   | 10    |

## Economia
El 2007 la població en edat de treballar era de 343 persones, 246 eren actives i 97 eren inactives. De les 246 persones actives 220 estaven ocupades (133 homes i 87 dones) i 26 estaven aturades (12 homes i 14 dones). De les 97 persones inactives 25 estaven jubilades, 33 estaven estudiant i 39 estaven classificades com a «altres inactius».

### Ingressos
El 2009 a Buding hi havia 179 unitats fiscals que integraven 505 persones, la mediana anual d'ingressos fiscals per persona era de 19.172 €.

### Activitats econòmiques
Dels 6 establiments que hi havia el 2007, 3 eren d'empreses de construcció, 1 d'una empresa immobiliària, 1 d'una empresa de serveis i 1 d'una empresa classificada com a «altres activitats de serveis».
Dels 2 establiments de servei als particulars que hi havia el 2009, 1 era una fusteria i 1 electricista.
L'any 2000 a Buding hi havia 6 explotacions agrícoles.

## Equipaments sanitaris i escolars
El 2009 hi havia 1 escola maternal i 1 escola elemental.

## Poblacions més properes
El següent diagrama mostra les poblacions més properes.